# Intelsat
 INTELSAT  és una xarxa de satèl·lits de comunicacions que cobreix el món sencer.
Els satèl·lits INTELSAT estan situats a òrbites geoestacionàries sobre els oceans Atlàntic, Pacífic i Índic. El primer satèl·lit INTELSAT, anomenat  Early Bird  ("matiner"), va ser posat en òrbita sobre l'oceà Atlàntic l'any 1965. Són propietat d'una companyia internacional ( INTELSAT ), amb seu a Washington DC.
A data de març del 2011, Intelsat opera una flota de 52 satèl·lits de comunicacions, fet que la converteix en la flota de satèl·lits comercials més gran del món.